# Skellefteå AIK
Skellefteå AIK ist ein schwedischer Eishockeyverein aus der Stadt Skellefteå. Der Club zählt zu den traditionellen Eishockeyvereinen in Schweden und spielt derzeit in der höchsten Spielklasse.
Die Fußballabteilung des Klubs machte sich zunächst als Skellefteå AIK FK eigenständig, ehe sie sich 2006 in Skellefteå FF umbenannte.

## Geschichte

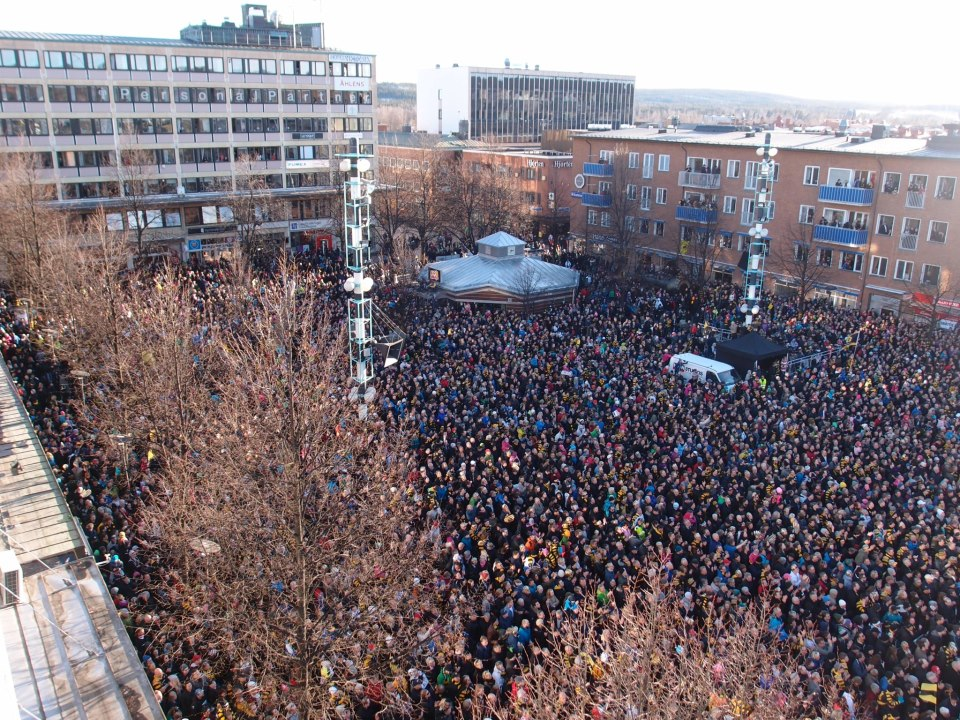
10.000 Menschen feiern die erste Schwedische Meisterschaft seit 35 Jahren (2013)

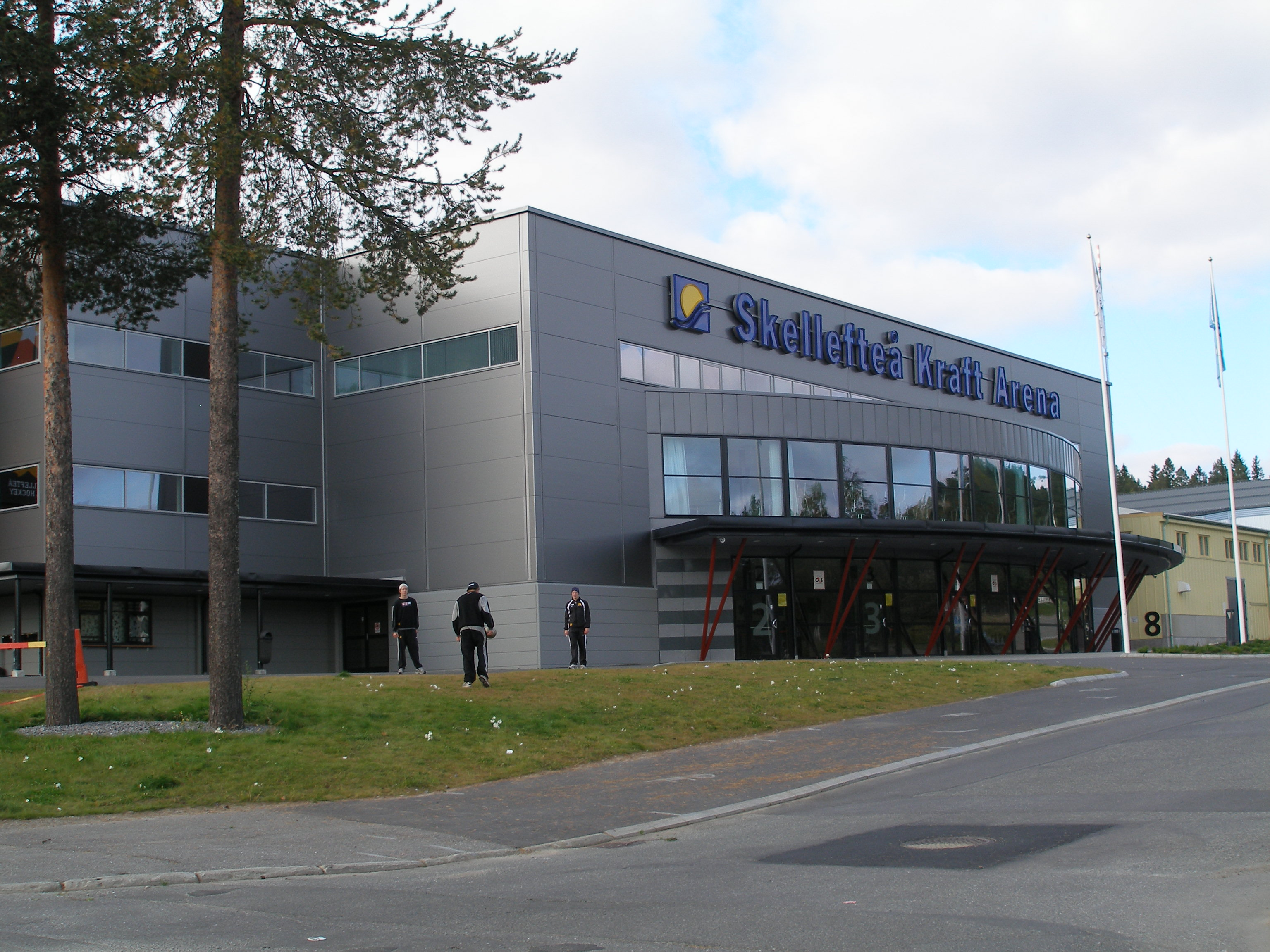
Kraft Arena

Der Verein wurde 1921 gegründet und hat seit 1943 Eishockey im Programm, welches seit 1985 einen eigenständigen Club darstellt. Anfänglich spielte die Mannschaft in einer regionalen Meisterschaft, bis sie 1955 in die höchste Spielklasse aufstieg. Dort konnte man die damals bestehende Nordgruppe gewinnen und am Ende der Meisterschaft war der Verein auf dem zweiten Platz. Danach entwickelte sich der Verein zu einer „Fahrstuhlmannschaft“, die zwischen den oberen drei Spielklassen pendelte. Bei der Etablierung der Elitserien 1975 als höchste Spielklasse war man mit dabei, doch danach folgte wieder eine Zeit mit Leistungsschwankungen.
Zum Anfang der 1970er Jahre folgte die Glanzzeit des Vereins mit zehn zusammenhängenden Jahren in der Elitserien. Den Höhepunkt bildete die Saison 1977/1978, als man die Vorrunde als Zweiter abschloss und anschließend in der Play-off-Runde den Meistertitel gewann. Drei Jahre später stand Skellefteå AIK nach der Vorrunde an erster Stelle, doch man verlor später das Halbfinale. Die Saison 1985/1986 musste der Club in der zweiten Liga spielen und anschließend folgten weitere vier Jahre in der Elitserien.
1988 musste der Verein Qualifikationsspiele gegen den Sieger der zweiten Liga austragen. Im entscheidenden Spiel gewann man auswärts mit 10:1, so dass man weiter höchstklassig bleiben konnte. Ein Jahr später konnte Skellefteå AIK diese Leistung bei gleicher Konstellation nicht wiederholen und so folgten 16 Jahre in der 2. Liga. Am 5. April 2006 war es wieder Zeit für ein Qualifikationsspiel, und da dieses gewonnen wurde, spielte der Verein in der Saison 2007/08 in der Elitserien und kam dort nach einem 8. Rang in der Vorrunde bis ins Viertelfinale. Nachdem in der Saison 2010/11 das Finale gegen Färjestad BK und in der Saison 2011/12 gegen Brynäs IF verloren wurde, konnte in der darauffolgenden Saison der erste Platz der Vorrunde erreicht werden und in den Playoffs erst Brynäs IF, dann Linköpings HC und im Finale schließlich Luleå HF mit 4:0-Spiel besiegt werden. In der Spielzeit 2013/14 konnte der Meistertitel mit einem 4:0-Sweep gegen Färjestad BK verteidigt werden. Im Jahr 2024 konnte ein weiterer Meistertitel mit einem 4:1 gegen Rögle BK in Spielen errungen werden.

## Bekannte Spieler

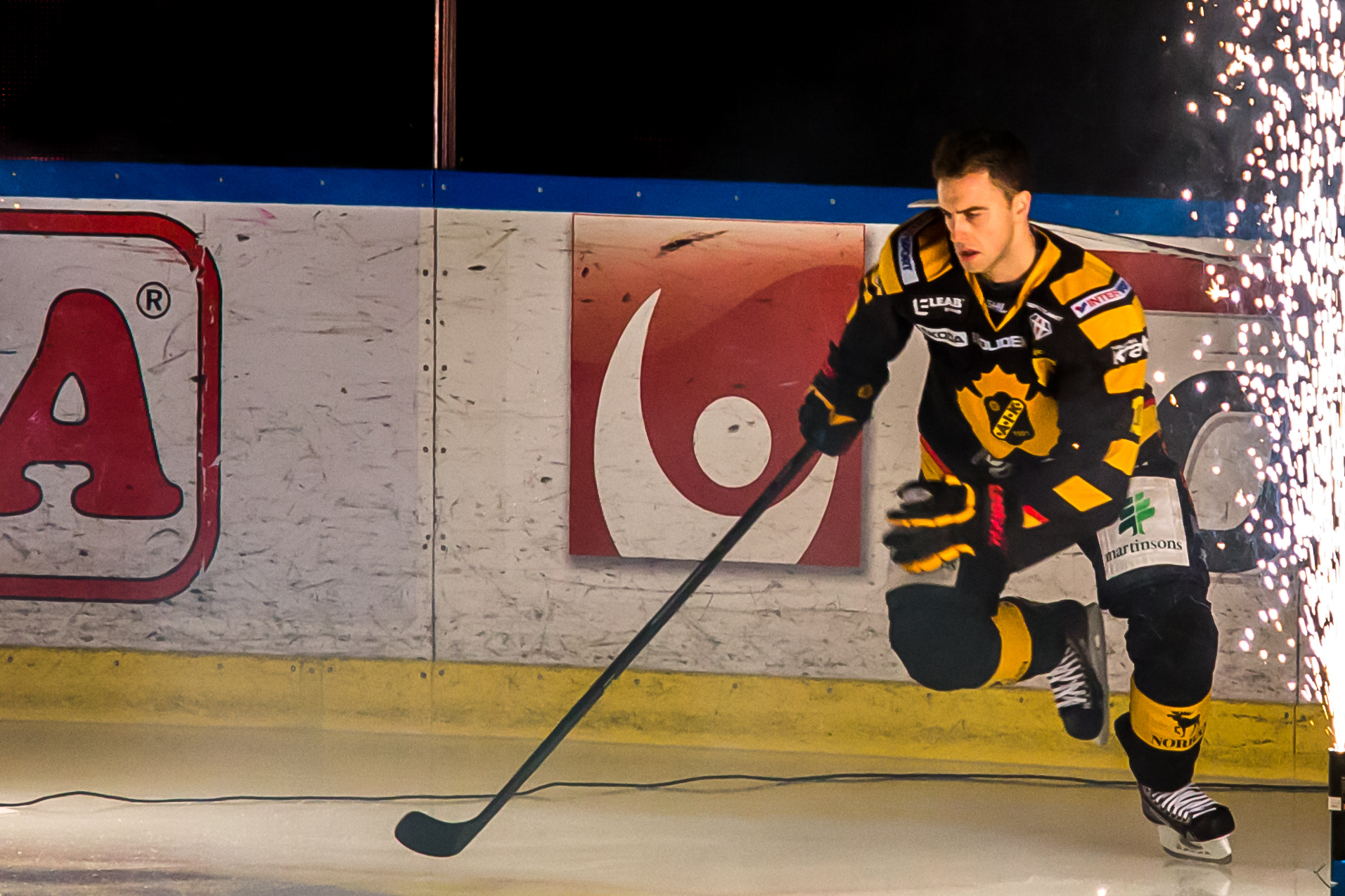
Joakim Lindström im Trikot des Skellefteå AIK

- Anders Andersson
- Hans Svedberg
- Hardy Nilsson
- Hardy Åström
- Tim Heed
- Peter Helander
- Roland Stoltz
- Göran Lindblom
- Marcus Sörensen
- Pär Lindholm
- Thomas Åhlén
- Jan Erixon
- Chris Kontos
- Johan Åkerman
- Magnus Wernblom
- Jimmie Ericsson
- Viktor Arvidsson
- Melker Karlsson
- Anton Lindholm
- Joakim Lindström
- Bud Holloway
- Mikael Renberg
- David Rundblad
- Tim Erixon
- Adam Larsson
- Marcus Pettersson
- Hannu Pikkarainen
- Lucas Wallmark
- Pierre-Édouard Bellemare
- John Klingberg
- Oskar Sundqvist